# Hazel Court
Pour les articles homonymes, voir Court.
Hazel Court, née le 10 février 1926 à Sutton Coldfield et morte le 15 avril 2008 à Alpine Meadows, dans le comté de Placer en Californie, est une actrice britannique. Elle a surtout tourné dans des films d'horreur.

## Filmographie partielle
- 1944 : Champagne Charlie d'Alberto Cavalcanti : non crédité
- 1944 : Dreaming de John Baxter : Miss Grey
- 1946 : Carnival de Stanley Haynes : May Reaburn
- 1947 : The Root of All Evil de Brock Williams : rushie Farnish
- 1947 : Meet Me at Dawn de Thornton Freeland : Gabrielle Vermorel
- 1947 : Dear Murderer de Arthur Crabtree : Avis Fenton
- 1947 : Holiday Camp de Ken Annakin : Joan Huggett
- 1948 : Bond Street de Gordon Parry : Julia Chester Barrett
- 1948 : My Sister and I de Harold Huth : Helena Forsythe
- 1949 : Forbidden de George King : Jeannie Thompson
- 1952 : Ghost Ship de Vernon Sewell : Margaret Thornton
- 1953 : Counterspy de Vernon Sewell : Clare Manning
- 1954 : La Martienne diabolique de David MacDonald : Ellen Prestwick
- 1954 : The Scarlet Web de Charles Saunders : Susan Honeywell
- 1957 : Frankenstein s'est échappé de Terence Fisher
- 1959 : Arthur d'Alfred Hitchcock (court-métrage) : Sgt. John Theron
- 1959 : L'Homme qui trompait la mort de Terence Fisher
- 1961 : Mary Had a Little.. de Edward Buzzell : Laurel Clive
- 1962 : L'Enterré vivant de Roger Corman
- 1963 : Le Corbeau de Roger Corman
- 1964: The Twilight Zone (TV Series, Episode: "The Fear") - Charlotte Scott
- 1964 : Le Masque de la mort rouge de Roger Corman
- 1981 : La Malédiction finale de Graham Baker